# ولنات (کانزاس)
ولنات (به انگلیسی: Walnut) شهری در ایالت کانزاس کشور ایالات متحده آمریکا است که جمعیت آن در سرشماری سال ۲۰۱۰ میلادی، ۲۲۰ نفر بوده‌است.